# Pinoyscincus
Pinoyscincus – rodzaj jaszczurek z podrodziny Sphenomorphinae w rodzinie scynkowatych (Scincidae).

## Zasięg występowania
Rodzaj obejmuje gatunki występujące na Filipinach. 

## Systematyka

### Etymologia
Pinoyscincus (rodz. męski): nazwa pinoy oznaczająca w języku tagalskim „pojedynczego Filipińczyka lub naród jako całość”; łac. scincus „rodzaj jaszczurki, scynk”.

### Podział systematyczny
Do rodzaju należą następujące gatunki: 
- Pinoyscincus abdictus
- Pinoyscincus coxi
- Pinoyscincus jagori
- Pinoyscincus llanosi
- Pinoyscincus mindanensis